# ذباب الشواطئ
ذباب الشواطئ أو ذباب المياه المالحة (الاسم العلمي: Ephydridae)، فصيلة حشرات من ذوات الجناحين.
الذباب الشواطئ هو ذباب صغير الحجم يمكن العثور عليه بالقرب من شواطئ البحر أو في المياه الداخلية الصغيرة، مثل البرك. تم وصف حوالي 2000 نوع في جميع أنحاء العالم، بما في ذلك جنس Ochthera.